# Young Ideas
Young Ideas is een Amerikaanse filmkomedie uit 1943 onder regie van Jules Dassin.

## Verhaal
Susan en Jeff Evans zijn de volwassen kinderen van de schrijfster Jo Evans. Wanneer hun moeder verliefd wordt op professor Michael Kingsley, willen ze die relatie dwarsbomen. Ze gebruiken daarbij scenario's uit de boeken van hun moeder.

## Rolverdeling
- Susan Peters: Susan Evans
- Herbert Marshall: Michael Kingsley
- Mary Astor: Jo Evans
- Elliott Reid: Jeff Evans
- Richard Carlson: Tom Farrell
- Allyn Joslyn: Adam Trent
- Dorothy Morris: Studente
- Frances Rafferty: Studente
- George Dolenz: Pepe
- Emory Parnell: Rechter Kelly